# Kreisleiter

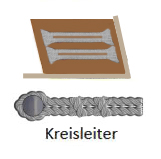
Rangonderscheidingstekens van een Kreisleiter in 1930.

De Kreisleiter was een rang in de NSDAP. Deze rang bestond tussen 1930 en 1945, en was vanaf 1928 een titel. De functie van een Kreisleiter werd voor het eerste gecreëerd, om de coördinatie van het Duitse verkiezingsdistrict te ondersteunen na de machtsovername door de nazi's. De functie werd er een van een provinciale gemeentelijke overheid, die in feite de traditionele Duitse regering verving. De Kreisleiter stond aan het hoofd van een kantoor met een staf van werknemers.

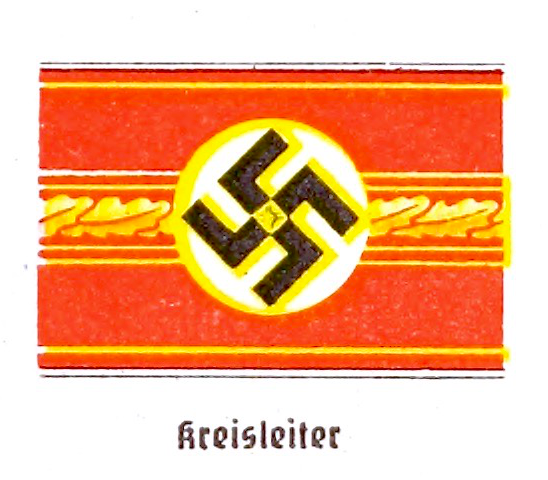
Kreisleiter-armband.

In 1939 werd de rang van een Kreisleiter in de NSDAP uitgefaseerd. Deze werd door verschillende andere paramilitaire politieke rangen vervangen. Na enige tijd werd de positie van een Kreisleiter door een speciale armband aangeduid. 
De rang van een Kreisleiter was origineel de vierde in de NSDAP-hiërarchie, na de Führer, Rijksleider en Gouwleider. De eerste volgende rang na de Kreisleiter, was die van een Ortsgruppenleiter.